# Mi Cassiopeiae
Mi Cassiopeiae – gwiazda w gwiazdozbiorze Kasjopei. Jest odległa od Słońca o około 25 lat świetlnych.

## Nazwa
Mi oraz Theta Cassiopeiae były wspólnie określane nazwą Marfak, która pochodzi od arabskiego ‏المرفق‎ al-mirfaq, co oznacza „łokieć”.

## Charakterystyka obserwacyjna
Mi Cassiopeiae ma wielkość obserwowaną ok. 5,2m, co pozwala dojrzeć ją nieuzbrojonym okiem. Znajduje się w południowej części konstelacji. Nicholas Wagman odkrył w latach 1960., że jest to gwiazda podwójna. Jej składniki dzieli odległość 0,6 sekundy kątowej (w 2016 roku). Pięć innych obiektów widocznych w pobliżu Mi Cassiopeiae to niezwiązane gwiazdy tła.
Gwiazdy okrążają wspólny środek masy po ekscentrycznych orbitach o mimośrodzie 0,5885 w okresie 21,568 lat, średnio będąc odległe o 0,9985 sekundy kątowej, co odpowiada około 7,6 au (zbliżają się na 3,3 au i oddalają na 11,9 au). Z perspektywy obserwatora na Ziemi orbita jest nachylona pod kątem 110,671°.

## Charakterystyka fizyczna
Główny składnik Mi Cassiopeiae A jest żółtym karłem, gwiazdą typu widmowego G5. Ma jasność równą 44,5% jasności Słońca i temperaturę ok. 5300 K. Jej promień jest równy 78,9% R☉. Znajomość orbity pozwala precyzyjnie wyznaczyć masy składników, gwiazda A ma masę 74,4% masy Słońca.
Mi Cassiopeiae A jest uboga w metale, a modele ewolucji gwiazd wskazują, że jest bardzo starą gwiazdą, mającą około 12,7 miliarda lat.
Słabszy składnik Mi Cassiopeiae B to czerwony karzeł, reprezentujący typ widmowy M. Masa tej gwiazdy to 17,3% M☉.